# Aeropuerto Internacional Henry E. Rohlsen
El Aeropuerto Internacional Henry E. Rohlsen (IATA: STX, OACI: TISX, FAA LID: STX) es un aeropuerto público a 10 km (seis millas) al suroeste de Christiansted en la isla de Santa Cruz en las Islas Vírgenes de los Estados Unidos. El aeropuerto lleva el nombre de Henry E. Rohlsen, un nativo de Santa Cruz que fue uno de los Aviadores de Tuskegee durante la Segunda Guerra Mundial.
El aeropuerto, que fue un centro de Aero Virgin Islands en las décadas de 1970 y 1980, puede recibir aviones del tamaño de los Boeing 747. Antes de 1996, el aeropuerto se conocía como Aeropuerto Internacional Alexander Hamilton.

## Historia
Durante la Segunda Guerra Mundial, la Fuerza Aérea de los Estados Unidos (Sexto escuadrón de la Fuerza Aérea) estacionó el Escuadrón de Bombardeo 12 perteneciente al 25a Ala de Reconocimiento Táctico en el aeropuerto para volar patrullas antisubmarinas B-18 Bolo los aviones estuvieron desde el 8 de noviembre de 1941 hasta el 10 de noviembre de 1942.

## Instalaciones y aviones
Henry E. Rohlsen cubre un área de 155 hectáreas que contiene un recubrimiento de asfalto, la pista esta pavimentada (10/28) y tiene una longitud de 1004 metros de largo por 150 de ancho. Para el período de 12 meses que finaliza el 31 de diciembre de 2006, el aeropuerto tenía 13.672 operaciones de aeronaves, un promedio de 37 por día: 68% taxi aéreo] el 25% vuelos comerciales, el 7% comerciales regulares y un 1% militar. En el mismo período, hubo también 31 aviones con base en este aeropuerto, incluyendo 15 con varios motores, nueve de un solo motor, aviones de tres motores, tres aviones militares y un helicóptero.

## Aerolíneas y destinos

### Pasajeros
| Aerolíneas        | Destinos                                                                       |
| ----------------- | ------------------------------------------------------------------------------ |
| American Airlines | Miami Estacional: Charlotte, Chicago–O'Hare (inicia el 6 de diciembre de 2025) |
| Cape Air          | Nieves, San Juan, Santo Tomás, Vieques                                         |
| Delta Air Lines   | Estacional: Atlanta                                                            |
| Fly The Whale     | San Juan–Isla Grande, Santo Tomás                                              |
| Frontier Airlines | San Juan                                                                       |
| JetBlue Airways   | San Juan                                                                       |
| Sky High          | Estacional: Santo Domingo–Las Américas                                         |
| Spirit Airlines   | Fort Lauderdale                                                                |

### Carga
| Aerolíneas    | Destinos |
| ------------- | -------- |
| DHL Aviation  | San Juan |
| FedEx Express | San Juan |